# Constellation (TV-serie)
Constellation är en amerikansk thrillerserie som hade premiär den 21 februari 2024 på Apple TV+. Första säsongen består av åtta avsnitt. Serien är skapad av  Peter Harness.

## Handling
Serien kretsar kring astronauten Jo (Noomi Rapace) som återvänder till jorden efter en katastrof i rymden. Hon upptäcker att det saknas delar i hennes liv och ger sig i kast med att avslöja sanningen om rymdresornas dolda hemligheter.

## Rollista (i urval)
- Noomi Rapace – Jo
- Jonathan Banks – Henry
- James D'Arcy – Magnus
- Lenn Kudrjawizki – Sergei
- Barbara Sukowa – Irena Lysenko
- Carole Weyers – Audrey Brostin
- Rebecca Scroggs – Frida Lancaster